# The Open Switch
The Open Switch è un cortometraggio muto del 1913. Il nome del regista non viene riportato.

## Produzione
Il film fu prodotto dalla Kalem Company.

## Distribuzione
Distribuito dalla General Film Company, il film uscì nelle sale cinematografiche degli Stati Uniti il 10 marzo 1913. Era presentato in split reel, proiettato in coppia con Absent Minded Abe in un unico programma.